# 国际化妆品化学家学会联盟
国际化妆品化学家学会联盟（英文：International Federation of Societies of Cosmetic Chemists），简称IFSCC，是一个致力于推广化妆品科学及相关技术的国际组织，总部位于美国纽约。该联盟1959年创立于比利时布鲁塞尔，此后总部长期设立于英国伦敦，直至2015年迁至纽约。IFSCC是世界上规模最大的由化妆品领域研究人员所组成的国际组织，由51个相关学会组成、成员来自81个不同国家（截止2023年）。

## 历史
1956年，关于成立“国际化妆品化学家学会联盟（IFSCC）”的倡议在法国巴黎被提出。1959年4月15日，关于联盟成立的第一次理事会会议在英国伦敦召开，有八个国家的代表参加会议，包括比利时、丹麦、法国、德国、英国、挪威、瑞典以及美国。
1959年9月8日，国际化妆品化学家学会联盟（IFSCC）于比利时布鲁塞尔成立，美国科学家Maison G. de Navarre出任联盟的首任主席。1960年，IFSCC第一届代表大会于德国慕尼黑举行，16个国家的350余名代表出席。
此后三十余年间，IFSCC的总部设于英国伦敦，2015年迁至美国纽约。截止2023年，该联盟由51个相关学会组成，拥有超过1万6千名成员，来自81个不同国家。

## 宗旨
国际化妆品化学家学会联盟的宗旨包括：推广化妆品领域的国际标准、资助化妆品领域的相关科学研究、筹备及组织相关国际会议、出版相关科学期刊杂志、颁发化妆品领域的科研奖项，等。自1998年起，该联盟负责出版化妆品领域的学术期刊《IFSCC Magazine》。此外，该联盟提供全球最大的化妆品领域网络数据库“KOSMET”。

## 活动
2023年以前，每逢偶数年举行“国际化妆品化学家学会联盟代表大会（IFSCC Congress）”，每逢奇数年举行“国际化妆品化学家学会联盟会议（IFSCC Conference）”。2023年起，两会合并，每年均举办“国际化妆品化学家学会联盟代表大会（IFSCC Congress）”。
- 最近三次联盟代表大会：2022年英国伦敦（第32届）、2020年日本东京（第31届）、2018年德国慕尼黑（第30届）[17]。首届联盟代表大会于1960年在德国慕尼黑召开[8]。
- 最近三次联盟会议：2021年墨西哥坎昆（第26次）、2019年意大利米兰（第25次）、2017年韩国首尔（第24次）[17]。首届联盟会议于1979年在瑞士巴塞尔举行[8]。

## 奖项
国际化妆品化学家学会联盟所颁发的奖项，均来自于评委会对相关科研论文所作出的评判。评委会由多位权威化妆品科学家组成，评判标准包括研究方法的原创性、研究成果对化妆品行业的影响、研究成果是否解答了科学界的未解问题，等等。论文研究人员对其成果的展示及论述过程，也在评判范围之内。
以下奖项在偶数年的IFSCC代表大会上颁发：
- 基础研究奖（Basic Research Award），表彰基础科学/纯科学的研究成果[18]
- 应用研究奖（Applied Research Award），表彰与终端化妆产品相关的研究成果[18]
- 最佳海报奖（Poster Award）
- Henry Maso青年科学家奖（Henry Maso Award for Young Scientists）

以下奖项在奇数年的IFSCC代表大会（2023年起）或IFSCC会议（2023年以前的奇数年）上颁发：
- 最佳海报奖（Poster Award）
- Johann Wiechers奖，表彰论文成果的最佳展示者
- 东道主学会奖（Host Society Award）
- Maison G. de Navarre青年科学家最佳论文奖（Maison G. de Navarre Young Scientist Essay Prize）